# Tetrastichus breviclava
Tetrastichus breviclava är en stekelart som beskrevs av Kostjukov 1995. Tetrastichus breviclava ingår i släktet Tetrastichus och familjen finglanssteklar. Inga underarter finns listade i Catalogue of Life.